# Riddaren utan namn
Riddaren utan namn är en tjeckoslovakisk fantasyfilm från 1971 och bygger på sagan Prins Bajaja av Božena Němcová.

## Handling
Den unge prinsen Bajaja beslutar sig, efter sina föräldrars död, för att söka lyckan. Under sin resa räddar han en förtrollad häst som kommer att hjälpa honom i fortsättningen. Förklädd till stum trädgårdsdräng lär han känna prinsessan Slavěna som ska offras till en trehövdad drake när hon fyller arton år. Hennes far, kungen, söker friare till henne, men ingen är beredd att kämpa mot draken utom Bajaja som får en magisk rustning av den förtrollade hästen. En sårad Bajaja lyckas besegra draken, men en ond riddare tar åt sig äran... 

## Rollista
- Ivan Palúch – prins Bajaja (Röst: Petr Štěpánek)
- Magda Vašáryová – prinsessan Slavěna
- František Velecký – svarte riddaren (Röst: Petr Čepek)
- Gustav Opočenský – kungen
- Petr Štěpánek – den förtrollade hästens röst

### Svenska röster
- Staffan Hallerstam – prins Bajaja
- Gunilla Norling – prinsessan Slavěna
- Heinz Hopf – svarte riddaren
- Jan Blomberg – kungen
- Gösta Prüzelius – den förtrollade hästen